# Gerd Theissen
Gerd Theißen (Rheydt, 24 aprile 1943) è un teologo tedesco.

## Biografia
Theißen ha studiato teologia e germanistica e ha conseguito il dottorato in Teologia, specializzazione Nuovo Testamento, nel 1968; nel 1972 conseguì l'abilitazione sempre nella stessa disciplina. Ha insegnato a Bonn in qualità di docente privato e in seguito a Copenaghen. Dal 1980 al 2008 è stato professore di Nuovo Testamento nella Facoltà di Teologia evangelica dell'Università di Heidelberg.
È specializzato in studi sociologici sul cristianesimo delle origini.